# Propriété de prolongement des homotopies
En mathématiques, et plus précisément en topologie algébrique, la propriété de prolongement des homotopies (ou d'extension des homotopies) indique quelles homotopies définies sur un sous-espace peuvent être étendues à une homotopie définie sur un espace plus grand. La propriété d'extension des homotopies des cofibrations est le dual de la propriété de relèvement des homotopies qui est utilisée pour définir les fibrations.

## Définition
Soit {\displaystyle X\,\!} un espace topologique, et soit {\displaystyle A\subset X}. On dit que le couple {\displaystyle (X,A)\,\!} a la propriété de prolongement des homotopies si, étant donné une homotopie {\displaystyle f_{t}\colon A\rightarrow Y} et une application {\displaystyle F_{0}\colon X\rightarrow Y} tel que {\displaystyle \left.F_{0}\right|_{A}=f_{0}}, il existe un prolongement de {\displaystyle f_{t}} à une homotopie {\displaystyle F_{t}\colon X\rightarrow Y} tel que {\displaystyle \left.F_{t}\right|_{A}=f_{t}}.
De manière équivalente, la paire {\displaystyle (X,A)\,\!} a la propriété de prolongement des homotopies si une application {\displaystyle G\colon ((X\times \{0\})\cup (A\times I))\rightarrow Y} peut être prolongé en une application {\displaystyle G'\colon X\times I\rightarrow Y}.
Si la paire a cette propriété uniquement pour un certain codomaine {\displaystyle Y\,\!}, on dit que {\displaystyle (X,A)\,\!} possède la propriété de prolongement des homotopies relativement à {\displaystyle Y\,\!}.

## Visualisation
La propriété de prolongement des homotopies est représentée dans le diagramme suivant
Si le diagramme ci-dessus (sans l'application en pointillés) commute (ceci est équivalent aux conditions ci-dessus), alors la paire (X, A) a la propriété de prolongement des homotopies s'il existe une application {\displaystyle {\tilde {f}}} qui fait commuter le diagramme. Par curryfication, notez qu'une application {\displaystyle {\tilde {f}}\colon X\to Y^{I}} est la même chose qu'une application{\displaystyle {\tilde {f}}\colon X\times I\to Y}.
Notons que ce diagramme est dual celui de la propriété de relèvement des homotopies.

## Propriétés
- Si {\displaystyle X\,\!} est un CW-complexe et {\displaystyle A\,\!} est un sous-CW-complexe de {\displaystyle X\,\!}, alors la paire {\displaystyle (X,A)\,\!} possède la propriété de prolongement des homotopies.
- Une paire {\displaystyle (X,A)\,\!} possède la propriété de prolongement des homotopies si et seulement si {\displaystyle (X\times \{0\}\cup A\times I)} est une rétractation de {\displaystyle X\times I.}

Si {\displaystyle (X,A)} a la propriété de prolongement des homotopies, alors l'inclusion {\displaystyle i\colon A\to X} est une cofibration.